# Kolga hyalina
Kolga hyalina är en sjögurkeart. Kolga hyalina ingår som enda art i släktet Kolga, och familjen Elpidiidae. Inga underarter finns listade i Catalogue of Life.